# Brachinita
Les brachinites són un grup de meteorits que pertanyen a la classe de les acondrites asteroidals, tot i que de vegades es poden classificar també amb les acondrites primitives. Com totes aquestes acondrites, tenen algunes similituds amb les condrites. Les brachinites reben el seu nom del meteorit Brachina, l'espècimen tipus d'aquest grup que, al seu torn, porta el nom de la localitat de Brachina, a Austràlia Meridional.

## Composició
Les brachinites contenen olivina, entre un 74% i un 98% (volum). Els altres minerals dels que acostuma a estar formada inclouen plagioclasa (6,7% a 12,9%), sulfurs de ferro (1,8% a 4,0%), clinopiroxens (1,5% a 8,2%) i ortopiroxens (0 a 2,4%). Els minerals de rastreig inclouen fosfats i ferro meteorític. L'única desviació respecte les condrites és una relació olivina/ortopiroxè molt alta.

## Origen
Diverses investigacions indiquen que el cos progenitor de les brachinites podria ser l'asteroide (289) Nenetta. Fins a l'any 2016 s'hi havien trobat una quarantena de meteorits classificats com brachinites.